# 바피오
바피오(Vaphio)는 그리스 라코니아현의 고대 지역으로, 유로타스강의 오른쪽 둑에 위치해 있고 스파르타에서 남쪽으로 5마일 정도 떨어진 곳에 위치해 있다. 1889년 발굴된 톨로스묘로 유명하다.

## 바피오의 잔

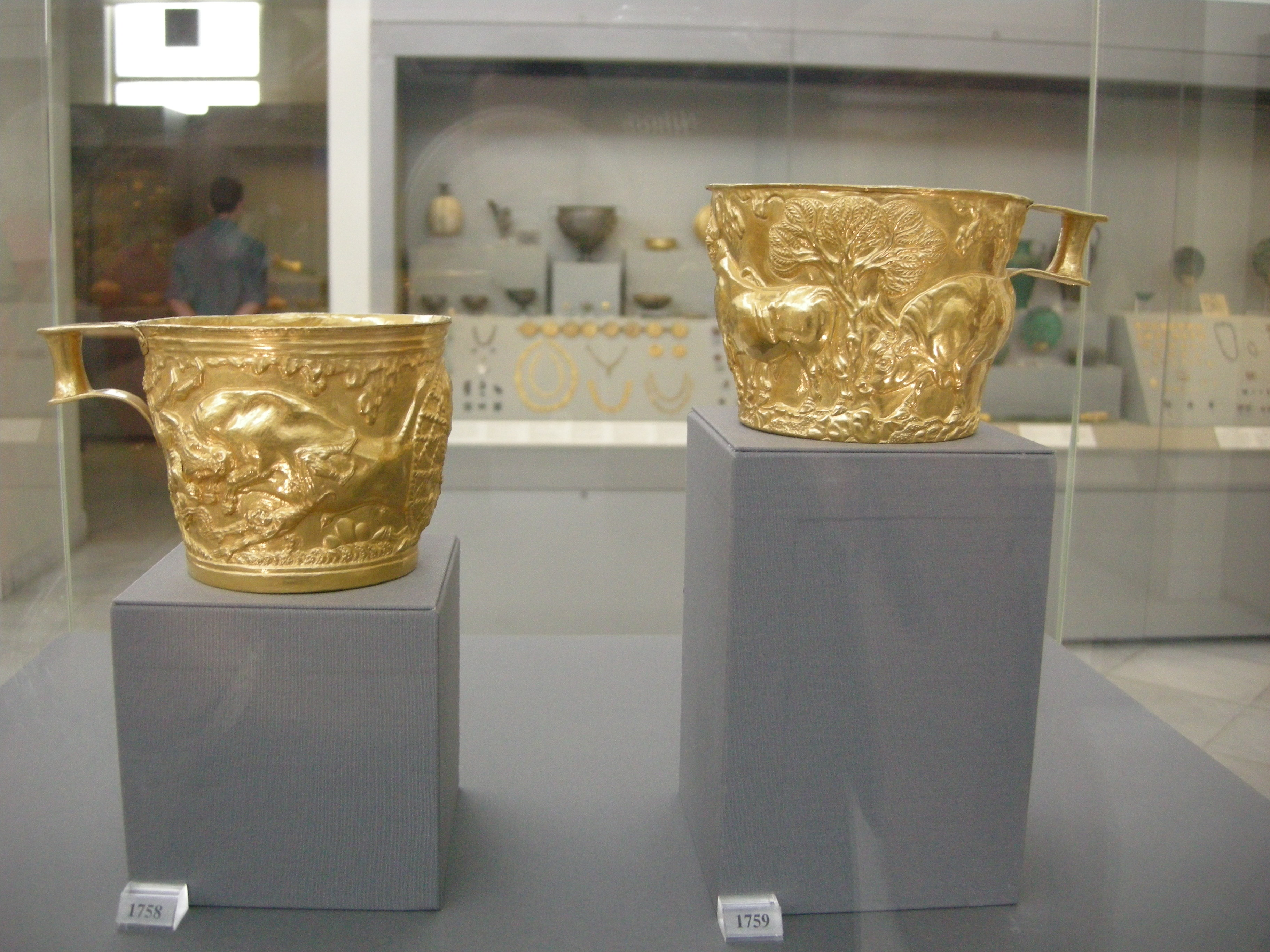
바피오의 잔

크레타인의 사치는 금·은·상아·보석을 재료로 한 정교한 제품에 반영되어 있다. 금제(金製)인 이른바 '바피오(Vaphio)의 잔'(그리스 본토의 바피오에서 발견, 아테네 국립미술관 소장)은 단조 세공(鍛造細工)의 우수작이다. 이것은 한쌍의 잔인데 하나는 황소를 포획하는 것을 표현하고, 다른 하나에는 그 사육(飼育)의 목가적인 정경이 묘사되어 있다. 그 밖에 활석(滑石)의 항아리에 수획제(收獲祭)의 행렬이나 전사(戰士)를 나타낸 것도 유명하다.

## 참고 문헌
- 본 문서에는 현재 퍼블릭 도메인에 속한 브리태니커 백과사전 제11판의 내용을 기초로 작성된 내용이 포함되어 있습니다.